# Olympische Sommerspiele 1952/Teilnehmer (Jugoslawien)
| Gelbes Symbol für Goldmedaillen mit stilisierten Olympischen Ringen | Graues Symbol für Silbermedaillen mit stilisierten Olympischen Ringen | Braundes Symbol für Bronzemedaillen mit stilisierten Olympischen Ringen |
| ------------------------------------------------------------------- | --------------------------------------------------------------------- | ----------------------------------------------------------------------- |
| 1                                                                   | 2                                                                     | —                                                                       |

Jugoslawien nahm an den Olympischen Sommerspielen 1952 in der finnischen Hauptstadt Helsinki mit 87 Sportlern, 10 Frauen und 77 Männern, an 48 Wettkämpfen in 11 Sportarten teil.
Seit 1920 war es die siebte Teilnahme eines jugoslawischen Teams an Olympischen Sommerspielen.
Jüngster Athlet war die fast 18-jährige Leichtathletin Nada Kotlušek, ältester Athlet der 47-jährige Sportschütze Stjepan Prauhardt.

## Flaggenträger
Der Leichtathlet Oto Rebula trug die Flagge Jugoslawiens während der Eröffnungsfeier im Olympiastadion.

## Medaillengewinner

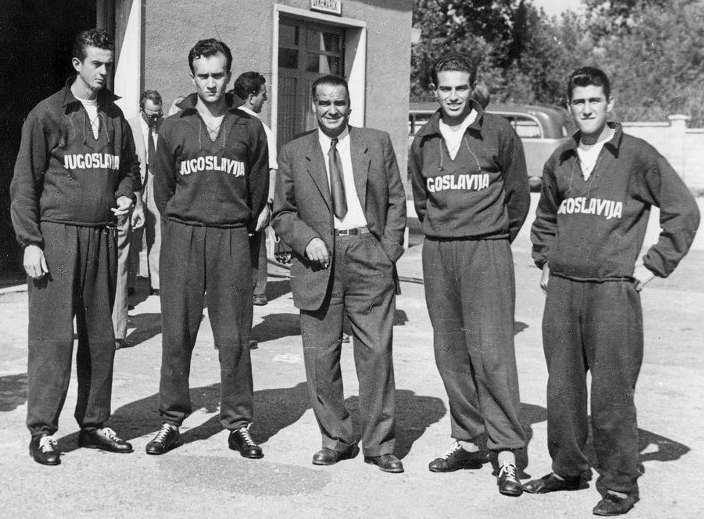
Der jugoslawische Gold-Vierer: Petar Šegvić, Mate Trojanović, Trainer Davor Jelaska, Velimir Valenta und Duje Bonačić

Mit einer gewonnenen Gold- und zwei Silbermedaillen belegte das jugoslawische Team Platz 21 im Medaillenspiegel.

### Gold
| Namen                                                           | Sportart | Wettkampf              |
| --------------------------------------------------------------- | -------- | ---------------------- |
| Duje Bonačić, Petar Šegvić, Mate Trojanović und Velimir Valenta | Rudern   | Vierer ohne Steuermann |

### Silber
| Namen | Sportart   | Wettkampf      |
| --- | ---------- | -------------- |
| Vladimir Beara, Stjepan Bobek, Vujadin Boškov, Zlatko Čajkovski, Tomislav Crnković, Ivica Horvat, Rajko Mitić, Tihomir Ognjanov, Branko Stanković, Bernard Vukas und Branko Zebec | Fußball    | Herren-Turnier |
| Juraj Amšel, Veljko Bakašun, Marko Brainović, Vladimir Ivković, Zdravko Ježić, Zdravko Kovačić, Ivo Kurtini, Lovro Radonić, Ivo Štakula, Dragoslav Šiljak und Bosko Vuksanović    | Wasserball | Herren-Turnier |

## Teilnehmer nach Sportarten

### Boxen
Federgewicht (bis 57 kg)
- Stevan Redli
Runde 1: Sieg gegen Thomas Reddy aus Irland durch technischen K. o. in der zweiten Runde
Runde 2: Niederlage gegen Len Leisching aus Südafrika durch Punktrichterentscheidung (0:3)
Rang 9

Halbweltergewicht (bis 63,5 kg)
- Pavle Šovljanski
Runde 1: Sieg gegen Béla Farkas aus Ungarn durch Punktrichterentscheidung (3:0)
Runde 2: Niederlage gegen René Weissmann aus Frankreich durch Disqualifikation in der dritten Runde
Rang 9

Schwergewicht (über 81 kg)
- Tomislav Krizmanić
Runde 1: gegen Geza Furetz aus Rumänien nach Punktrichterentscheidung durchgesetzt (3:0)
Runde 2: Punktsieg gegen Max Marsille aus Belgien (3:0)
Viertelfinale: Niederlage gegen Ingemar Johansson aus Schweden durch Punktrichterentscheidung (0:3)
Rang 5

### Fußball
- Spieler: Vladimir Beara (TW), Stjepan Bobek, Vujadin Boškov, Zlatko Čajkovski, Tomislav Crnković, Ivica Horvat, Rajko Mitić, Tihomir Ognjanov, Branko Stanković, Bernard Vukas und Branko Zebec
- Trainer: Milorad Arsenijević
Vorrunde am 15. Juli in Helsinki (Pallokenttä) vor 10.000 Zuschauern: 10:1 (5:0)-Sieg gegen  Indien
Torschützen: Branko Zebec (4 ×), Rajko Mitić (3 ×), Bernard Vukas (2 ×), Tomislav Crnković
Achtelfinale am 20. Juli in Tampere vor 17.000 Zuschauern: 5:5 (5:5, 3:0)-Unentschieden nach Verlängerung gegen die  Sowjetunion
Torschützen: Branko Zebec (2 ×), Stjepan Bobek, Rajko Mitić, Tomislav Crnković
Achtelfinale, Wiederholungsspiel am 22. Juli in Tampere vor 16.916 Zuschauern: 3:1 (2:1)-Sieg gegen die  Sowjetunion
Torschützen: Stjepan Bobek, Zlatko Čajkovski, Rajko Mitić
Viertelfinale am 25. Juli in Helsinki (Pallokenttä) vor 11.456 Zuschauern: 5:3 (3:0)-Sieg gegen  Dänemark
Torschützen: Stjepan Bobek, Zlatko Čajkovski, Tomislav Crnković, Bernard Vukas, Branko Zebec
Halbfinale am 29. Juli in Helsinki (Olympiastadion) vor 25.821 Zuschauern: 3:1 (3:1)-Sieg gegen die  BR Deutschland
Torschützen: Rajko Mitić (2 ×), Zlatko Čajkovski
Finale: 0:2-Niederlage gegen  Ungarn, Rang 2
- Anmerkung: Branko Zebec war mit sieben Treffern bester Torschütze des Turniers.

### Kanu
Einer-Kajak 1000 m
- Josip Lipokatič
Vorläufe: in Lauf 2 (Rang 6) mit 4:35,2 min nicht für das Finale qualifiziert

Einer-Kajak 10.000 m
- Josip Lipokatič
Finale: 51:01,3 min (+3:38,5 min), Rang 13

### Leichtathletik

#### Männer
1500 m
- Andrija Otenhajmer
Vorläufe: in Lauf 4 (Rang 6) mit 3:57,8 min (handgestoppt) bzw. 3:58,20 min (elektronisch) nicht für Halbfinalläufe qualifiziert

5000 m
- Zdravko Ceraj
Vorläufe: in Lauf 2 (Rang 14) mit 15:17,8 min nicht für das Finale qualifiziert

- Velimir Ilić
Vorläufe: in Lauf 3 (Rang 12) mit 14:51,6 min nicht für das Finale qualifiziert

- Stevan Pavlović
Vorläufe: in Lauf 1 (Rang 13) mit 14:59,2 min nicht für das Finale qualifiziert

10.000 m
- Franjo Mihalić
30:53,2 min (+1:36,2 min), Rang 18

Marathon
- Franjo Krajcar
Rennen nicht beendet

110 m Hürden
- Stanko Lorger
Vorläufe: in Lauf 3 (Rang 2) mit 14,8 s (handgestoppt) bzw. 15,08 s (elektronisch) für die Halbfinalläufe qualifiziert
Halbfinale: in Lauf 2 (Rang 4) mit 14,9 s (handgestoppt) bzw. 15,09 s (elektronisch) nicht für das Finale qualifiziert

3000 m Hindernis
- Božidar Ðurašković
Vorläufe: in Lauf 2 (Rang 10), 9:23,2 min nicht für das Finale qualifiziert

- Petar Šegedin
Vorläufe: in Lauf 3 (Rang 9) mit 9:40,2 min nicht für das Finale qualifiziert

- Drago Štritof
Vorläufe: in Lauf 1 (Rang 8) mit 9:28,0 min nicht für das Finale qualifiziert

Hochsprung
- Mihajlo Dimitrijević
Qualifikation, Gruppe A: 1,87 m, Rang 5, für das Finale qualifiziert
1,70 m: gültig, ohne Fehlversuch
1,80 m: gültig, ohne Fehlversuch
1,84 m: gültig, ohne Fehlversuch
1,87 m: gültig, ohne Fehlversuch
Finale: 1,80 m, Rang 20
1,70 m: ausgelassen
1,80 m: gültig, ohne Fehlversuch
1,90 m: ungültig, drei Fehlversuche

Stabhochsprung
- Milan Milakov
Qualifikation, Gruppe B: 4,00 m, Rang 12, für das Finale qualifiziert
3,60 m: gültig, ohne Fehlversuch
3,80 m: gültig, ohne Fehlversuch
3,90 m: ausgelassen
4,00 m: gültig, zwei Fehlversuche
Finale: 4,10 m, Rang 13
3,60 m: ausgelassen
3,80 m: gültig, ohne Fehlversuch
3,95 m: gültig, ein Fehlversuch
4,10 m: gültig, ohne Fehlversuch
4,20 m: ungültig, drei Fehlversuche

Dreisprung
- Rade Radovanović
Qualifikation, Gruppe B: 14,13 m, Rang 13, nicht für das Finale qualifiziert
1. Sprung: 13,42 m
2. Sprung: ungültig
3. Sprung: 14,13 m

Hammerwurf
- Rudolf Galin
Qualifikation, Gruppe A: 49,98 m, Rang 12, für das Finale qualifiziert
1. Wurf: 49,98 m
2. Wurf: ausgelassen
3. Wurf: ausgelassen
Finale: 51,37 m, nicht im Finale der besten sechs Werfer, Rang 17
1. Wurf: 51,37 m
2. Wurf: ungültig
3. Wurf: 50,21 m

- Ivan Gubijan
Qualifikation, Gruppe A: 54,76 m, Rang 2, für das Finale qualifiziert
1. Wurf: 54,76 m
2. Wurf: ausgelassen
3. Wurf: ausgelassen
Finale: 54,54 m, nicht im Finale der besten sechs Werfer, Rang 9
1. Wurf: 53,53 m
2. Wurf: 53,82 m
3. Wurf: 54,54 m

Speerwurf
- Branko Dangubić
Qualifikation, Gruppe A: 66,58 m, Rang 7, für das Finale qualifiziert
1. Wurf: 53,19 m
2. Wurf: 66,58 m
3. Wurf: ausgelassen
Finalrunde: 70,55 m, Rang 5
1. Wurf: 66,21 m
2. Wurf: 61,09 m
3. Wurf: 70,55 m
4. Wurf: 58,94 m
5. Wurf: ungültig
6. Wurf: ungültig

Zehnkampf
- Oto Rebula
Finale: 5648 Punkte, Rang 15
100 m: 11,7 s (handgestoppt) bzw. 11,72 s (elektronisch) / 678 Punkte, Rang 18; gesamt 678 Punkte, Rang 18
Weitsprung: 6,64 Meter / 678 Punkte, Rang 15; gesamt 1356 Punkte, Rang 16
Kugelstoßen: 12,90 Meter / 663 Punkte, Rang 6; gesamt 2019 Punkte, Rang 14
Hochsprung: 1,65 Meter / 605 Punkte, Rang 18; gesamt 2624 Punkte, Rang 15
400 m: 54,3 s (handgestoppt) bzw. 54,46 s (elektronisch) / 565 Punkte, Rang 20; gesamt 3189 Punkte, Rang 16
110 m Hürden: 16,0 s (handgestoppt) bzw. 16,40 s (elektronisch) / 593 Punkte, Rang 9; gesamt 3782 Punkte, Rang 14
Diskuswurf: 38,55 m / 587 Punkte, Rang 9; gesamt 4369 Punkte, Rang 13
Stabhochsprung: 3,40 m / 476 Punkte, Rang 16; gesamt 4845 Punkte, Rang 12
Speerwurf: 51,39 m / 554 Punkte, Rang 13; gesamt 5399 Punkte, Rang 14
1500 m: 5:01,8 min (handgestoppt) bzw. 5:01,93 min (elektronisch) / 249 Punkte, Rang 17

#### Frauen
Kugelstoßen
- Nada Kotlušek
Qualifikation: 12,35 m, Rang 14, für das Finale qualifiziert
1. Versuch: 12,35 m
2. Versuch: ausgelassen
3. Versuch: ausgelassen
Finale: 11,98 m, nicht im Finale der besten sechs Athletinnen, Rang 14
1. Versuch: 11,98 m
2. Versuch: ungültig
3. Versuch: 11,76 m

- Marija Radosavljević
Qualifikation: 13,15 m, Rang 5, für das Finale qualifiziert
1. Versuch: 13,15 m
2. Versuch: ausgelassen
3. Versuch: ausgelassen
Finale: 13,30 m, nicht im Finale der besten sechs Athletinnen, Rang 7
1. Versuch: 13,23 m
2. Versuch: ungültig
3. Versuch: 13,30 m

### Ringen
Griechisch-römisch
Fliegengewicht (bis 52 kg)
- Borivoje Vukov
Rang 7
1. Runde: Niederlage gegen Boris Maxowitsch Gurewitsch aus der Sowjetunion (0:3)
2. Runde: Schultersieg gegen Béla Kenéz aus Ungarn
3. Runde: Sieg gegen Svend Aage Thomsen aus Dänemark (3:0)
4. Runde: Niederlage gegen Heinrich Weber aus Deutschland (0:3)

Federgewicht (bis 62 kg)
- Bela Torma
Rang 12
1. Runde: Niederlage gegen Ernest Gondzik aus Polen (1:2)
2. Runde: Niederlage gegen Bartolomäus Brötzner aus Österreich (1:2)

Weltergewicht (bis 75 kg)
- Bela Čuzdi
Rang 13
1. Runde: Niederlage gegen Osvaldo Riva aus Italien (1:2)
2. Runde: Niederlage gegen Marin Beluşica aus Rumänien (0:3)

### Rudern
Vierer ohne Steuermann 

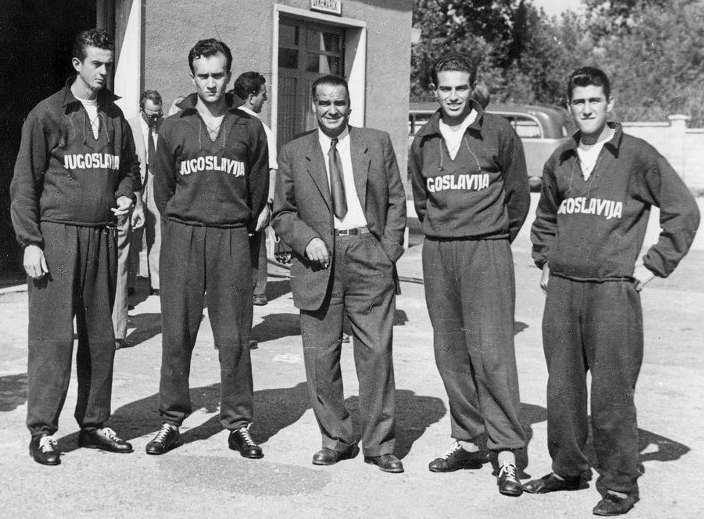
Der jugoslawische Gold-Vierer: Petar Šegvić, Mate Trojanović, Trainer Davor Jelaska, Velimir Valenta und Duje Bonačić

- Duje Bonačić, Petar Šegvić, Mate Trojanović und Velimir Valenta
Vorläufe: in lauf 2 (Rang 1) mit 6:34,4 min für die Halbfinalläufe qualifiziert
Halbfinale: in Lauf 2 (Rang 1) mit 7:01,1 min für das Finale qualifiziert
Finale: 7:16,0 min

Achter
- Zdenko Bego, Branko Belačić, Boris Beljak, Stanko Despot, Vladimir Horvat, Drago Husjak, Ladislav Matetić, Karlo Pavlenč und Vojko Šeravić
Vorläufe: in Lauf 1 (Rang 1) mit 6:06,9 min für die Halbfinalläufe qualifiziert
Halbfinale: in Lauf 1 (Rang 2) mit 6:33,5 min für die Hoffnungsläufe qualifiziert
Halbfinale, Hoffnungsläufe: in Lauf 1 (Rang 2) mit 6:12,0 min nicht für das Finale qualifiziert

### Schießen
Kleinkaliber Dreistellungskampf
- Nemanja Marković
Finale: 1127 Ringe / 36 Volltreffer, Rang 26
kniend: 379 Ringe, Rang 23
liegend: 387 Ringe, Rang 35
stehend: 361 Ringe, Rang 25

- Zlatko Mašek
Finale: 1129 Ringe / 26 Volltreffer, Rang 25
kniend: 375 Ringe, Rang 27
liegend: 386 Ringe, Rang 37
stehend: 368 Ringe, Rang 19

Kleinkaliber liegend
- Nemanja Marković
Finale: 387 Ringe / 19 Volltreffer, Rang 43
1. Runde: 97 Ringe, Rang 39
2. Runde: 93 Ringe, Rang 57
3. Runde: 99 Ringe, Rang 16
4. Runde: 98 Ringe, Rang 38

- Zlatko Mašek
Finale: 386 Ringe / 14 Volltreffer, Rang 47
1. Runde: 98 Punkte, Rang 34
2. Runde: 97 Punkte, Rang 41
3. Runde: 94 Punkte, Rang 45
4. Runde: 97 Punkte, Rang 41

Freie Scheibenpistole
- Edvard Delorenco
Finale: 521 Ringe, Rang 21
1. Runde: 83 Punkte, Rang 38
2. Runde: 90 Punkte, Rang 14
3. Runde: 89 Punkte, Rang 15
4. Runde: 85 Punkte, Rang 27
5. Runde: 89 Punkte, Rang 20
6. Runde: 85 Punkte, Rang 36

- Rudolf Vuk
Finale: 521 Ringe, Rang 21
1. Runde: 88 Ringe, Rang 15
2. Runde: 90 Ringe, Rang 14
3. Runde: 87 Ringe, Rang 23
4. Runde: 87 Ringe, Rang 19
5. Runde: 82 Ringe, Rang 43
6. Runde: 87 Ringe, Rang 31

Freies Gewehr Dreistellungskampf
- Jovan Kratohvil
Finale: 1073 Ringe, Rang 14
kniend: 352 Ringe, Rang 18
liegend: 375 Ringe, Rang 15
stehend: 346 Ringe, Rang 10

- Stjepan Prauhardt
Finale: 1065 Ringe, Rang 16
kniend: 362 Ringe, Rang 11
liegend: 377 Ringe, Rang 12
stehend: 326 Ringe, Rang 18

### Schwimmen
100 m Rücken
- Boris Škanata
Vorläufe: in Lauf 3 (Rang 2) mit 1:07,5 min für die Halbfinalläufe qualifiziert
Halbfinale: in Lauf 1 (Rang 2) mit 1:07,8 min für das Finale qualifiziert
Finale: 1:08,1 min, Rang 7

200 m Brust
- Blago Barbijeri
Vorläufe: in Lauf 4 (Rang 5) mit 2:47,3 min nicht für die Halbfinalläufe qualifiziert

- Nikola Trojanović
Vorläufe: in Lauf 2 (Rang 3) mit 2:42,4 min für die Halbfinalläufe qualifiziert
Halbfinale: in Lauf 2 (Rang 7) mit 2:41,8 min nicht für das Finale qualifiziert

### Segeln
Finn-Dinghy
- Karlo Bauman
Finale: 1709 Punkte, Rang 23
1. Rennen: Rennen nicht beendet
2. Rennen: 168 Punkte, 1:52:36 h, Rang 24
3. Rennen: 703 Punkte, 1:25:07 h, Rang 07
4. Rennen: 247 Punkte, 1:26:01 h, Rang 20
5. Rennen: 344 Punkte, 1:32:49 h, Rang 16
6. Rennen: 247 Punkte, 1:29:20 h, Rang 20
7. Rennen: Rennen nicht beendet

Star
- Karlo Bašić und Mario Fafangel
Finale: 1218 Punkte, Rang 20
1. Rennen: 122 Punkte, 3:05:39 h, Rang 20
2. Rennen: 168 Punkte, 3:24:50 h, Rang 18
3. Rennen: 344 Punkte, 3:00:27 h, Rang 12
4. Rennen: 247 Punkte, 3:09:50 h, Rang 15
5. Rennen: 193 Punkte, 3:07:54 h, Rang 17
6. Rennen: 144 Punkte, 3:07:31 h, Rang 19
7. Rennen: 101 Punkte, 3:49:21 h, Rang 21

### Turnen

#### Männer
Einzelmehrkampf
- Ivan Čaklec
Finale: 93,95 Punkte (44,75 Punkte Pflicht – 49,20 Punkte Kür), Rang 144
Bodenturnen: 16,80 Punkte (8,20 Punkte Pflicht – 8,60 Punkte Kür), Rang 108
Pferdsprung: 18,70 Punkte (9,55 Punkte Pflicht – 9,15 Punkte Kür), Rang 19
Barren: 17,05 Punkte (8,65 Punkte Pflicht – 8,40 Punkte Kür), Rang 118
Reck: 13,90 Punkte (7,25 Punkte Pflicht – 6,65 Punkte Kür), Rang 160
Ringe: 13,90 Punkte (6,00 Punkte Pflicht – 7,90 Punkte Kür), Rang 170
Seitpferd: 13,60 Punkte (5,10 Punkte Pflicht – 8,50 Punkte Kür), Rang 150

- Dušan Furlan
Finale: 102,70 Punkte (51,55 Punkte Pflicht – 51,15 Punkte Kür), Rang 88
Bodenturnen: 16,60 Punkte (8,55 Punkte Pflicht – 8,05 Punkte Kür), Rang 119
Pferdsprung: 18,55 Punkte (9,40 Punkte Pflicht – 9,15 Punkte Kür), Rang 31
Barren: 17,60 Punkte (9,00 Punkte Pflicht – 8,60 Punkte Kür), Rang 100
Reck: 17,35 Punkte (8,45 Punkte Pflicht – 8,90 Punkte Kür), Rang 86
Ringe: 16,40 Punkte (7,80 Punkte Pflicht – 8,60 Punkte Kür), Rang 121
Seitpferd: 16,20 Punkte (8,35 Punkte Pflicht – 7,85 Punkte Kür), Rang 104

- Karel Janež
Finale: 81,05 Punkte (33,60 Punkte Pflicht – 47,45 Punkte Kür), Rang 176
Bodenturnen: 7,75 Punkte (7,75 Punkte Pflicht), Rang 181
Pferdsprung: 16,05 Punkte (7,10 Punkte Pflicht – 8,95 Punkte Kür), Rang 162
Barren: 16,45 Punkte (7,85 Punkte Pflicht – 8,60 Punkte Kür), Rang 133
Reck: 13,10 Punkte (6,50 Punkte Pflicht – 6,60 Punkte Kür), Rang 164
Ringe: 13,05 Punkte (5,85 Punkte Pflicht – 7,20 Punkte Kür), Rang 174
Seitpferd: 14,65 Punkte (6,30 Punkte Pflicht – 8,35 Punkte Kür), Rang 135

- Ivica Jelić
Finale: 94,30 Punkte (45,90 Punkte Pflicht – 48,40 Punkte Kür), Rang 142
Bodenturnen: 14,00 Punkte (6,30 Punkte Pflicht – 7,70 Punkte Kür), Rang 172
Pferdsprung: 17,50 Punkte (8,40 Punkte Pflicht – 9,10 Punkte Kür), Rang 120
Barren: 16,55 Punkte (8,40 Punkte Pflicht – 8,15 Punkte Kür), Rang 132
Reck: 15,30 Punkte (7,20 Punkte Pflicht – 8,10 Punkte Kür), Rang 142
Ringe: 15,90 Punkte (7,95 Punkte Pflicht – 7,95 Punkte Kür), Rang 137
Seitpferd: 15,05 Punkte (7,65 Punkte Pflicht – 7,40 Punkte Kür), Rang 129

- Franjo Jurjević
Finale: 92,10 Punkte (43,75 Punkte Pflicht – 48,35 Punkte Kür), Rang 149
Bodenturnen: 15,65 Punkte (7,40 Punkte Pflicht – 8,25 Punkte Kür), Rang 148
Pferdsprung: 18,65 Punkte (9,40 Punkte Pflicht – 9,25 Punkte Kür), Rang 25
Barren: 17,00 Punkte (9,00 Punkte Pflicht – 8,00 Punkte Kür), Rang 120
Reck: 14,75 Punkte (6,15 Punkte Pflicht – 8,60 Punkte Kür), Rang 151
Ringe: 15,25 Punkte (6,80 Punkte Pflicht – 8,45 Punkte Kür), Rang 156
Seitpferd: 10,80 Punkte (5,00 Punkte Pflicht – 5,80 Punkte Kür), Rang 174

- Antun Kropivšek
Finale: 82,45 Punkte (49,45 Punkte Pflicht – 33,00 Punkte Kür), Rang 175
Bodenturnen: 7,30 Punkte (7,30 Punkte Pflicht), Rang 182
Pferdsprung: 8,40 Punkte (8,40 Punkte Pflicht), Rang 183
Barren: 16,90 Punkte (8,65 Punkte Pflicht – 8,25 Punkte Kür), Rang 123
Reck: 18,25 Punkte (9,20 Punkte Pflicht – 9,05 Punkte Kür), Rang 48
Ringe: 15,90 Punkte (8,05 Punkte Pflicht – 7,85 Punkte Kür), Rang 137
Seitpferd: 15,70 Punkte (7,85 Punkte Pflicht – 7,85 Punkte Kür), Rang 114

- Ede Mađar
Finale: 95,30 Punkte (47,10 Punkte Pflicht – 48,20 Punkte Kür), Rang 136
Bodenturnen: 17,45 Punkte (8,85 Punkte Pflicht – 8,60 Punkte Kür), Rang 82
Pferdsprung: 17,20 Punkte (8,20 Punkte Pflicht – 9,00 Punkte Kür), Rang 137
Barren: 16,40 Punkte (8,05 Punkte Pflicht – 8,35 Punkte Kür), Rang 136
Reck: 14,95 Punkte (7,45 Punkte Pflicht – 7,50 Punkte Kür), Rang 150
Ringe: 15,55 Punkte (8,05 Punkte Pflicht – 7,50 Punkte Kür), Rang 148
Seitpferd: 13,75 Punkte (6,50 Punkte Pflicht – 7,25 Punkte Kür), Rang 144

- Sreten Stefanović
Finale: 94,65 Punkte (49,65 Punkte Pflicht – 45,00 Punkte Kür), Rang 138
Bodenturnen: 15,80 Punkte (8,30 Punkte Pflicht – 7,50 Punkte Kür), Rang 146
Pferdsprung: 16,70 Punkte (9,20 Punkte Pflicht – 7,50 Punkte Kür), Rang 151
Barren: 16,95 Punkte (8,55 Punkte Pflicht – 8,40 Punkte Kür), Rang 121
Reck: 13,80 Punkte (6,90 Punkte Pflicht – 6,90 Punkte Kür), Rang 162
Ringe: 18,05 Punkte (8,85 Punkte Pflicht – 9,20 Punkte Kür), Rang 67
Seitpferd: 13,35 Punkte (7,85 Punkte Pflicht – 5,50 Punkte Kür), Rang 152

Mannschaftsmehrkampf
- Ivan Čaklec, Dušan Furlan, Karel Janež, Ivica Jelić, Franjo Jurjević, Antun Kropivšek, Ede Mađar und Sreten Stefanović
503,00 Punkte (249,55 Punkte Pflicht – 253,45 Punkte Kür), Rang 19

#### Frauen
Einzelmehrkampf
- Anka Drinić
Finale: 68,33 Punkte (34,18 Punkte Pflicht – 34,15 Punkte Kür), Rang 74
Bodenturnen: 17,56 Punkte (8,93 Punkte Pflicht – 8,63 Punkte Kür), Rang 61
Pferdsprung: 17,39 Punkte (8,73 Punkte Pflicht – 8,66 Punkte Kür), Rang 84
Schwebebalken: 17,06 Punkte (8,66 Punkte Pflicht – 8,40 Punkte Kür), Rang 70
Stufenbarren: 16,32 Punkte (7,86 Punkte Pflicht – 8,46 Punkte Kür), Rang 101

- Marija Ivandekić
Finale: 66,61 Punkte (33,56 Punkte Pflicht – 33,05 Punkte Kür), Rang 96
Bodenturnen: 16,06 Punkte (8,53 Punkte Pflicht – 7,53 Punkte Kür), Rang 124
Pferdsprung: 16,56 Punkte (8,40 Punkte Pflicht – 8,16 Punkte Kür), Rang 110
Schwebebalken: 16,89 Punkte (8,33 Punkte Pflicht – 8,56 Punkte Kür), Rang 80
Stufenbarren: 17,10 Punkte (8,30 Punkte Pflicht – 8,80 Punkte Kür), Rang 72

- Tereza Kočiš
Finale: 60,15 Punkte (26,02 Punkte Pflicht – 34,13 Punkte Kür), Rang 130
Bodenturnen: 17,76 Punkte (8,93 Punkte Pflicht – 8,83 Punkte Kür), Rang 44
Pferdsprung: 9,10 Punkte (9,10 Punkte Pflicht), Rang 130
Schwebebalken: 17,06 Punkte (8,66 Punkte Pflicht – 8,40 Punkte Kür), Rang 70
Stufenbarren: 16,23 Punkte (8,43 Punkte Pflicht – 7,80 Punkte Kür), Rang 105

- Milica Rožman
Finale: 67,14 Punkte (32,42 Punkte Pflicht – 34,72 Punkte Kür), Rang 90
Bodenturnen: 16,86 Punkte (8,56 Punkte Pflicht – 8,30 Punkte Kür), Rang 99
Pferdsprung: 15,66 Punkte (6,83 Punkte Pflicht – 8,83 Punkte Kür), Rang 120
Schwebebalken: 17,06 Punkte (8,60 Punkte Pflicht – 8,46 Punkte Kür), Rang 70
Stufenbarren: 17,56 Punkte (8,43 Punkte Pflicht – 9,13 Punkte Kür), Rang 44

- Sonja Rožman
Finale: 69,50 Punkte (33,89 Punkte Pflicht – 35,61 Punkte Kür), Rang 61
Bodenturnen: 17,56 Punkte (8,70 Punkte Pflicht – 8,86 Punkte Kür), Rang 61
Pferdsprung: 17,89 Punkte (8,93 Punkte Pflicht – 8,96 Punkte Kür), Rang 61
Schwebebalken: 16,66 Punkte (7,93 Punkte Pflicht – 8,73 Punkte Kür), Rang 86
Stufenbarren: 17,39 Punkte (8,33 Punkte Pflicht – 9,06 Punkte Kür), Rang 51

- Ada Smolnikar
Finale: 66,91 Punkte (33,39 Punkte Pflicht – 33,52 Punkte Kür), Rang 92
Bodenturnen: 17,23 Punkte (8,63 Punkte Pflicht – 8,60 Punkte Kür), Rang 80
Pferdsprung: 17,36 Punkte (8,73 Punkte Pflicht – 8,63 Punkte Kür), Rang 86
Schwebebalken: 15,49 Punkte (7,53 Punkte Pflicht – 7,96 Punkte Kür), Rang 115
Stufenbarren: 16,83 Punkte (8,50 Punkte Pflicht – 8,33 Punkte Kür), Rang 88

- Nada Spasić
Finale: 67,78 Punkte (33,63 Punkte Pflicht – 34,15 Punkte Kür), Rang 84
Bodenturnen: 16,79 Punkte (8,63 Punkte Pflicht – 8,16 Punkte Kür), Rang 101
Pferdsprung: 17,96 Punkte (9,10 Punkte Pflicht – 8,86 Punkte Kür), Rang 54
Schwebebalken: 16,13 Punkte (7,50 Punkte Pflicht – 8,63 Punkte Kür), Rang 101
Stufenbarren: 16,90 Punkte (8,40 Punkte Pflicht – 8,50 Punkte Kür), Rang 82

- Tanja Žutić
Finale: 68,48 Punkte (33,99 Punkte Pflicht – 34,49 Punkte Kür), Rang 70
Bodenturnen: 17,03 Punkte (8,63 Punkte Pflicht – 8,40 Punkte Kür), Rang 89
Pferdsprung: 18,03 Punkte (9,10 Punkte Pflicht – 8,93 Punkte Kür), Rang 49
Schwebebalken: 16,49 Punkte (7,86 Punkte Pflicht – 8,63 Punkte Kür), Rang 92
Stufenbarren: 16,93 Punkte (8,40 Punkte Pflicht – 8,53 Punkte Kür), Rang 81

Mannschaftsmehrkampf
- Anka Drinić, Marija Ivandekić, Tereza Kočiš, Milica Rožman, Sonja Rožman, Ada Smolnikar, Nada Spasić und Tanja Žutić
477,34 Punkte (408,14 Punkte (201,50 Punkte Pflicht – 206,64 Punkte Kür), 69,20 Punkte Gruppengymnastik), Rang 11

### Wasserball
- Juraj Amšel, Veljko Bakašun, Marko Brainović, Vladimir Ivković, Zdravko Ježić, Zdravko Kovačić, Ivo Kurtini, Lovro Radonić, Ivo Štakula, Dragoslav Šiljak und Bosko Vuksanović
1. Qualifikationsrunde: ein Sieg, für die Vorrunde qualifiziert
25.07.: 10:2-Sieg gegen  Australien
Vorrunde, Gruppe C: drei Siege, 20:3 Tore, Rang 1, für Halbfinalrunde qualifiziert
27.07.: 9:1 (4:1)-Sieg gegen  Argentinien
28.07.: 2:3 (0:1)-Niederlage gegen die  Niederlande; die Jugoslawen legten Protest ein und erzwangen die Austragung eines Wiederholungsspiels
29.07.: 9:1 (4:1)-Sieg gegen  Schweden
01.08.: 2:1 (2:0)-Sieg gegen die  Niederlande
Halbfinalrunde, Gruppe F: ein Sieg (aus Vorrunde) und zwei Unentschieden, 7:6 Tore, Rang 2, für die Finalrunde qualifiziert
30.07.: 3:3 (1:2) gegen die  Sowjetunion
31.07.: 2:2 (1:1) gegen  Ungarn
Finalrunde: zwei Siege, ein Unentschieden (aus Halbfinalrunde), 9:5 Tore, Rang 2 
01.08.: 4:2 (2:1)-Sieg gegen die  Vereinigten Staaten
02.08.: 3:1 (0:1)-Sieg gegen  Italien